# افطحیه
افطحیه نام یکی از فرقه‌های مذهب شیعه جعفری در اسلام است.
افراد این فرقه به امامت عبدالله پسر جعفر صادق باور داشتند.
پس از مرگ جعفر صادق، دسته‌های زیادی در مذهب جعفری منشعب شدند. از جمله ناووسیه به غیبت جعفر صادق معتقد بودند، افطحیه به امامت پسرش عبدالله و اسماعیلیه به امامت پسرش اسماعیل.